# Ciclismo nos Jogos Pan-Americanos de 2023 - Omnium feminino
A prova do omnium feminino do ciclismo nos Jogos Pan-Americanos de 2023 foi disputada em 26 de outubro de 2023 no Velódromo, em Peñalolén. Um total de 13 ciclistas, cada uma representando um Comitê Olímpico Nacional (CON), participaram do evento.

## Calendário
Horário local (UTC−3).
| Data          | Hora  | Fase                  |
| ------------- | ----- | --------------------- |
| 26 de outubro | 11:19 | Scratch               |
| 26 de outubro | 12:04 | Contrarrelógio        |
| 26 de outubro | 18:18 | Corrida de eliminação |
| 26 de outubro | 19:38 | Corrida por pontos    |

## Medalhistas
| Ouro   | MEX Yareli Acevedo |
| Prata  | COL Lina Hernández |
| Bronze | CHI Catalina Soto  |

## Resultados

### Scratch
| Pos. | Ciclista           | CON                                 | Voltas atrás | Pts evento |
| ---- | ------------------ | ----------------------------------- | ------------ | ---------- |
| 1    | Alexi Costa        | TTO Trinidad e Tobago               |              | 40         |
| 2    | Amber Joseph       | BAR Barbados                        |              | 38         |
| 3    | Colleen Gulick     | USA Estados Unidos                  |              | 36         |
| 4    | Yareli Acevedo     | MEX México                          |              | 34         |
| 5    | Catalina Soto      | CHI Chile                           |              | 32         |
| 6    | Lina Hernández     | COL Colômbia                        |              | 30         |
| 7    | Wellyda dos Santos | BRA Brasil                          |              | 28         |
| 8    | Verónica Abreu     | VEN Venezuela                       |              | 26         |
| 9    | Devaney Collier    | CAN Canadá                          |              | 24         |
| 10   | Maribel Aguirre    | ARG Argentina                       |              | 22         |
| 11   | Claudia Baró       | CUB Cuba                            |              | 20         |
| 12   | Jasmín Soto        | EAI Equipe de Atletas Independentes |              | 18         |
| 13   | Flor Espiritusanto | DOM República Dominicana            | –1           | 16         |

### Contrarrelógio
| Pos. | Ciclista           | CON                                 | Pontos por volta | Pontos totais | Pts evento |
| ---- | ------------------ | ----------------------------------- | ---------------- | ------------- | ---------- |
| 1    | Catalina Soto      | CHI Chile                           | 20               | 27            | 40         |
| 2    | Lina Hernández     | COL Colômbia                        |                  | 10            | 38         |
| 3    | Verónica Abreu     | VEN Venezuela                       |                  | 4             | 36         |
| 4    | Yareli Acevedo     | MEX México                          |                  | 3             | 34         |
| 5    | Colleen Gulick     | USA Estados Unidos                  |                  | 1             | 32         |
| 6    | Amber Joseph       | BAR Barbados                        |                  | 1             | 30         |
| 7    | Jasmín Soto        | EAI Equipe de Atletas Independentes |                  |               | 28         |
| 8    | Maribel Aguirre    | ARG Argentina                       |                  |               | 26         |
| 9    | Claudia Baró       | CUB Cuba                            |                  |               | 24         |
| 10   | Alexi Costa        | TTO Trinidad e Tobago               |                  |               | 22         |
| 11   | Devaney Collier    | CAN Canadá                          |                  |               | 20         |
| 12   | Wellyda dos Santos | BRA Brasil                          | –20              | –20           | 18         |
| 13   | Flor Espiritusanto | DOM República Dominicana            | –20              | –20           | 16         |

### Corrida de eliminação
| Pos. | Ciclista           | CON                                 | Pts evento |
| ---- | ------------------ | ----------------------------------- | ---------- |
| 1    | Yareli Acevedo     | MEX México                          | 40         |
| 2    | Lina Hernández     | COL Colômbia                        | 38         |
| 3    | Catalina Soto      | CHI Chile                           | 36         |
| 4    | Devaney Collier    | CAN Canadá                          | 34         |
| 5    | Colleen Gulick     | USA Estados Unidos                  | 32         |
| 6    | Wellyda dos Santos | BRA Brasil                          | 30         |
| 7    | Alexi Costa        | TTO Trinidad e Tobago               | 28         |
| 8    | Verónica Abreu     | VEN Venezuela                       | 26         |
| 9    | Maribel Aguirre    | ARG Argentina                       | 24         |
| 10   | Amber Joseph       | BAR Barbados                        | 22         |
| 11   | Claudia Baró       | CUB Cuba                            | 20         |
| 12   | Flor Espiritusanto | DOM República Dominicana            | 18         |
| 13   | Jasmín Soto        | EAI Equipe de Atletas Independentes | 16         |

### Corrida por pontos
| Pos. | Ciclista           | CON                                 | Pontos de volta | Pts evento |
| ---- | ------------------ | ----------------------------------- | --------------- | ---------- |
| 1    | Amber Joseph       | BAR Barbados                        |                 | 15         |
| 2    | Devaney Collier    | CAN Canadá                          | 20              | 13         |
| 3    | Yareli Acevedo     | MEX México                          |                 | 23         |
| 4    | Catalina Soto      | CHI Chile                           |                 | 12         |
| 5    | Lina Hernández     | COL Colômbia                        |                 | 15         |
| 6    | Colleen Gulick     | USA Estados Unidos                  |                 | 4          |
| 7    | Verónica Abreu     | VEN Venezuela                       |                 | 0          |
| 8    | Wellyda dos Santos | BRA Brasil                          |                 | 3          |
| 9    | Maribel Aguirre    | ARG Argentina                       | 20              | 12         |
| 10   | Jasmín Soto        | EAI Equipe de Atletas Independentes |                 | 0          |
| 11   | Alexi Costa        | TTO Trinidad e Tobago               | 20              | 5          |
| 12   | Claudia Baró       | CUB Cuba                            |                 | 0          |
| 13   | Flor Espiritusanto | DOM República Dominicana            | –40             | 0          |

### Classificação final
| Pos.              | Ciclista           | CON                                 | SR | CR | CE | CP  | Total |
| ----------------- | ------------------ | ----------------------------------- | -- | -- | -- | --- | ----- |
| Medalha de ouro   | Yareli Acevedo     | MEX México                          | 34 | 34 | 40 | 20  | 128   |
| Medalha de prata  | Lina Hernández     | COL Colômbia                        | 30 | 38 | 38 | 15  | 121   |
| Medalha de bronze | Catalina Soto      | CHI Chile                           | 32 | 40 | 36 | 12  | 120   |
| 4                 | Alexi Costa        | TTO Trinidad e Tobago               | 40 | 22 | 28 | 25  | 115   |
| 5                 | Devaney Collier    | CAN Canadá                          | 24 | 20 | 34 | 33  | 111   |
| 6                 | Amber Joseph       | BAR Barbados                        | 38 | 30 | 22 | 15  | 105   |
| 7                 | Colleen Gulick     | USA Estados Unidos                  | 36 | 32 | 32 | 4   | 104   |
| 8                 | Maribel Aguirre    | ARG Argentina                       | 22 | 26 | 24 | 32  | 104   |
| 9                 | Verónica Abreu     | VEN Venezuela                       | 26 | 36 | 26 | 0   | 88    |
| 10                | Wellyda dos Santos | BRA Brasil                          | 28 | 18 | 30 | 3   | 79    |
| 11                | Claudia Baró       | CUB Cuba                            | 20 | 24 | 20 | 0   | 64    |
| 12                | Jasmín Soto        | EAI Equipe de Atletas Independentes | 18 | 28 | 16 | 0   | 62    |
| 13                | Flor Espiritusanto | DOM República Dominicana            | 16 | 16 | 18 | –40 | 10    |